# Théophile Speicher
Théophile Speicher (Hesperange, 12 agosto 1909 – Lussemburgo, 6 agosto 1982) è stato un calciatore lussemburghese, di ruolo attaccante.

## Carriera

### Club
Ha sempre giocato nel campionato lussemburghese.

### Nazionale
Ha rappresentato la Nazionale del suo paese alle Olimpiadi del 1936.